# Lespedeza virginica
Lespedeza virginica är en ärtväxtart som först beskrevs av Carl von Linné, och fick sitt nu gällande namn av Nathaniel Lord Britton. Lespedeza virginica ingår i släktet Lespedeza och familjen ärtväxter. Inga underarter finns listade i Catalogue of Life.